# Absolute Non-Stop Party Dance vol. 2
Absolute Non-Stop Party Dance vol. 2, kompilation i serien Absolute Non-Stop Party Dance udgivet i 1995.

## Spor
1. Real McCoy – "Love & Devotion" (House Mix)
2. The Original – "I Luv U Baby" (Radio Vers.)
3. The Outhere Brothers – "Boom Boom Boom" (DHB Underground Mix Part 4)
4. Corona – "Try Me Out" (Lee Marrow Euro Mix)
5. Jinny – "Keep Warm" (Alex Party Hot Mix)
6. Me & My – "Dub-I-Dub" (MG Radio Remix)
7. Cut'N'Move – "I'm Alive" (2 Size Version)
8. Tequila feat. Tanja Maria – "With A Boy Like You" (7" Radio Edit)
9. Clock – "Everybody" (Ten To Two Mix)
10. Nightcrawlers – "Surrender Your Love" (Wand's Sugar Ruff Mix)
11. Basic Element – "This Must Be A Dream" (Album vers.)
12. T-Spoon – "See The Light" (Radio Mix)
13. Alexia feat. Double You – "Me And You" (Extended Euro Mix)
14. Beach Party – "Night To Remember" (Dolphin Radio Edit)
15. Haddaway – "Fly Away" (Radio Edit)
16. Playahitty – "1-2-3 (Train With Me)" (Train With Mix)
17. Dr. Alban – "This Time I'm Free" (Credibility Mix)
18. Magic Affair – "The Rhythm Makes You Wanna Dance" (Magic Phen-Omen Mix)
19. E-Rotic – "Sex On The Phone" (Radio Edit)
20. Time Machine – "Run Away" (Galaxy Radio Edit)